# Dobarce
Dobarce (makedonsky: Добарце, albánsky: Dobërcë) je vesnice v Severní Makedonii. Nachází se v opštině Želino v Položském regionu.

## Geografie
Dobarce se nachází na svahu Suve Gory, u horního toku řeky Suvodolica a leží v nadmořské výšce 640 metrů.

## Historie
Začátkem listopadu 1915 provedla srbská armáda svou evakuaci ze Západní Makedonie a po svém průchodu zanechala zpustošené vesnice a ruiny. Srbská armáda se přesouvala z Tetova do Skopje. V místě, kde byla dříve vesnice Klisura, byl zavražděn jeden ze srbských velitelů a vrah utekl právě do Dobarce. Vojsko ho pronásledovalo a vstoupilo do vesnice. Jelikož vraha nikdo neprozradil, armáda začala bajonety vyvražďovat všechny muže. Po odchodu armády zbyli ve vesnici pouze 2 muži. Následující den byli všichni zavraždění pohřbeni. Při masakru zemřelo 70 mužů, jedno dítě a jeho matka. Všichni pocházeli z Dobarce, jen jeden muž byl ve vesnici pouze na návštěvě a pocházel z Gorne Lešnice.

## Demografie
Podle sčítání lidu z roku 2021 žije ve vesnici 1295 obyvatel, etnické složení je:
- Albánci – 1 209
- ostatní – 86

| Rok          | 1900 | 1948 | 1953 | 1961 | 1971  | 1981  | 1994  | 2002  | 2021  |
| ------------ | ---- | ---- | ---- | ---- | ----- | ----- | ----- | ----- | ----- |
| Obyvatelstvo | 275  | 752  | 820  | 924  | 1 042 | 1 306 | 1 536 | 1 695 | 1 295 |